# Boa Vista do Incra
Boa Vista do Incra is een gemeente in de Braziliaanse deelstaat Rio Grande do Sul. De gemeente telt 2.583 inwoners (schatting 2009).

## Aangrenzende gemeenten
De gemeente grenst aan Cruz Alta, Fortaleza dos Valos, Júlio de Castilhos en Tupanciretã.